# Выпь
Выпь — общее название ряда птиц подсемейства Botaurinae семейства цаплевых. Русское название родственно словам «выть» и «вопить» — громкий голос представителей рода Большие выпи (лат. Botaurus) напоминает рёв быка (за ту же особенность большой выпи в русском, украинском и белорусском языках выпь носит название бугай, то есть бык, также отмечены бухалень, букалище, водяной бык, в болгарском — воден бик, ср. также чеш. bukač, пол. bąk, сербохорв. букач, т. е. «букающая», «бучащая»). Ср. также у Даля: 
Выпь, а выпь, полно тебе выть! Кабы она не выла, так и не была бы выпь.
Малая выпь названа так по внешнему сходству с большой выпью, а другие виды рода Малые выпи названы выпями по внешнему сходству и родству с малой выпью. В белорусском языке название больших выпей — «бугаі» относится ко всему подсемейству Botaurinae.

## Представители
- Род Выпи, также большие, или настоящие выпи (Botaurus)
  - Большая выпь
  - Американская выпь
  - Южноамериканская выпь
  - Австралийская выпь
- Род Малые выпи, или волчки (Ixobrychus)
  - Малая выпь или волчок
  - Амурский волчок
  - Индейский волчок
  - Китайский волчок
  - Охристый волчок
  - Сероспинный волчок
  - Пестроспинный волчок
  - Ixobrychus dubius
  - † Новозеландская малая выпь